# Les Maudits du château-fort (film, 1934)
Cet article concerne le film de 1934. Pour le film de 1951, voir Les Maudits du château-fort.
Pour plus de détails, voir Fiche technique et Distribution.
Les Maudits du château-fort (titre original : Lorna Doone) est un film historique romantique britannique réalisé par Basil Dean, sorti en 1934, adapté du roman Lorna Doone de Richard Doddridge Blackmore (1869).

## Synopsis
En Angleterre vers 1673, John Reid rédigeses mémoires. Lors de la révolution anglaise, il a onze ans quand les Doone, seigneurs d'Exeter pour lesquels travaille son père métayer, se voient confisquer leurs terres par le nouveau roi Charles II, à la suite de la mort de Cromwell, qu'ils soutenaient lors du conflit. Les Reid et tous les fermiers de la région se réjouissent de ces sanctions car les Doone sont cruels ; ils refusent désormais de continuer à leur payer des impôts. Les Doone ne l'entendent pas de cette oreille, et tuent le père de John Reid. L'enfant jure de se venger, et le fait savoir aux fils Doone et à leur cousine, Lorna (enfants tout comme lui) quand il les rencontre pour la première fois. Devenu adulte, John Reid, outré par les lourdes taxes sur les cultures imposés par les Doone, prend la tête d'une révolte.

## Fiche technique
- Titre : Les Maudits du château-fort
- Titre original : Lorna Doone
- Réalisation : Basil Dean
- Scénario : Dorothy Farnum, Miles Malleson, Gordon Wellesley (adaptation), d'après le roman Lorna Doone de R. D. Blackmore
- Photographie : Robert Martin
- Montage : Jack Kitchin
- Musique : Ernest Irving, Armstrong Gibbs
- Production : Associated Talking Pictures
- Distribution : Associated British
- Pays de production : Royaume-Uni
- Langue originale : anglais britannique
- Format : noir et blanc - 1.37:1 - son Mono (RCA Sound System) - 35 mm
- Genre : Film historique romantique
- Durée : 90 minutes (1h30)
- Dates de sortie : Royaume-Uni : 19 décembre 1934

## Distribution
- Victoria Hopper - Lorna Doone
- John Loder - John Ridd
- Margaret Lockwood - Annie Ridd
- Roy Emerton - Carver Doone
- Mary Clare - Sara Ridd
- Edward Rigby - Reuben 'Oncle Ben' Huckaback
- Roger Livesey - Tom Faggus
- George Curzon - Le roi Jacques II
- D. A. Clarke-Smith - Conseiller Doone
- Laurence Hanray - Parson Bowden
- Amy Veness - Betty Muxworthy
- Eliot Makeham - John Fry
- Wyndham Goldie - Juge Jeffries
- Frank Cellier - Capitaine Jeremy Stickles
- Herbert Lomas - Sir Ensor Doone